# Hip-hop kényan
Sous-genres
Genge, rap kapuka
Genres dérivés
Dirty South, rap West Coast, rap East Coast
Le hip-hop kényan est un genre de hip-hop originaire du Kenya. Il se caractérise le plus souvent par un mélange entre les langues swahili et l’anglais (les langues officielles du pays) ainsi que le sheng et autres langues tribales.

## Histoire
Le hip-hop kenyan imite à ses débuts le style de hip-hop originaire des États-Unis, avec des musiciens qui portent des vêtements américains et qui chantent en anglais. Cette influence est puisée à partir d'Internet et, en particulier, YouTube. Selon le documentaire Hip-Hop Colony, les débuts du hip-hop au Kenya était un « nouveau genre de colonialisme » transplantant un style originaire de l'Occident vers l'Afrique. 
En 1990, Ricky Oyaro, chanteur et producteur local, frappe la scène du hip-hop kenyan avec un single de « renaissance hip-hop /RnB » qui lancera littéralement une renaissance dans l'industrie musicale kényane. La chanson est en rotation sur les radios puis passe à l'émission télévisée Music Time sur Kenyan Television. Jimmy Gathu, l'un des premiers rappeurs connus de la scène hip-hop kényane, suit avec une chanson intitulée Look, Think, Stay Alive publiée en 1991, qui traite de la sécurité routière. Cependant, le premier hit majeur commercial de hip-hop vient en 1996 avec Uhiki de Hardstone (Harrison Ngunjiri) qui reprend Marvin Gaye produite par Tedd Josiah des Audio Vault Studios (par la suite Blue Zebra). D'autres artistes ayant influencé le mouvement incluent Kalamashaka et leur hit national Tafsiri Hii, K-South avec Nyabaga Kodo Gakwa, et Poxi Presha avec son hit Dhako Kelo.
Le groupe Gidi Gidi Maji Maji émerge en 1999 avec le hit Ting Badi Malo, et publie son premier album, Ismarwa l'année suivante. Il publie ensuite la chanson à succès très politique Unbwogable en 2002. Le mot reprendra la définition d'inarrêtable ou de sans peur, sera repris par les politiciens du pays, et fera référence en 2008 au futur candidat Barack Obama,. La chanson contribue également à redéfinir l’identité locale des Luo. 
À l'entrée de l'année 2000, les groupes et musiciens locaux se diversifient musicalement. Ils incluent Necessary Noize, Redsan, David Mathenge, Nonini, G.rongi, Wawesh, E-Sir, Influx Swagga et Juliani.